# 朗斯峰
朗斯峰（Longs Peak）是位於美國科罗拉多州洛磯山國家公園境內的一座山峰，海拔4346米，山頂終年被積雪覆蓋。它是洛磯山脈的一部分，也是洛磯山脈支脈弗朗特山脈和洛磯山國家公園的最高点。该山峰的名字來自於斯蒂芬·哈里曼·朗。1820年，該山峰被人發現。1868年8月23日，约翰·威斯利·鲍威尔率領一支测量队抵達山峰南坡，這也是有記錄以來首次有人攀登朗斯峰。1871年，艾迪·亚历山大 (Addie Alexander) 登顶朗斯峰，她也是第一位登頂朗斯峰的女性。